# Oud-West (Groningen)
Oud-West is een wijk in Groningen. De wijk wordt begrensd door het Hoendiep, de spoorlijn Groningen - Delfzijl, de Noorderstationsstraat, het Noorderplantsoen en de Westersingel. De wijk werd als zodanig gevormd bij de nieuwe wijk- en buurtindeling van Groningen in 2014. Oud-West is onderverdeeld in vier buurten: Kostverloren, Schildersbuurt, de Oranjebuurt en de Noorderplantsoenbuurt. 

## Fotogalerij

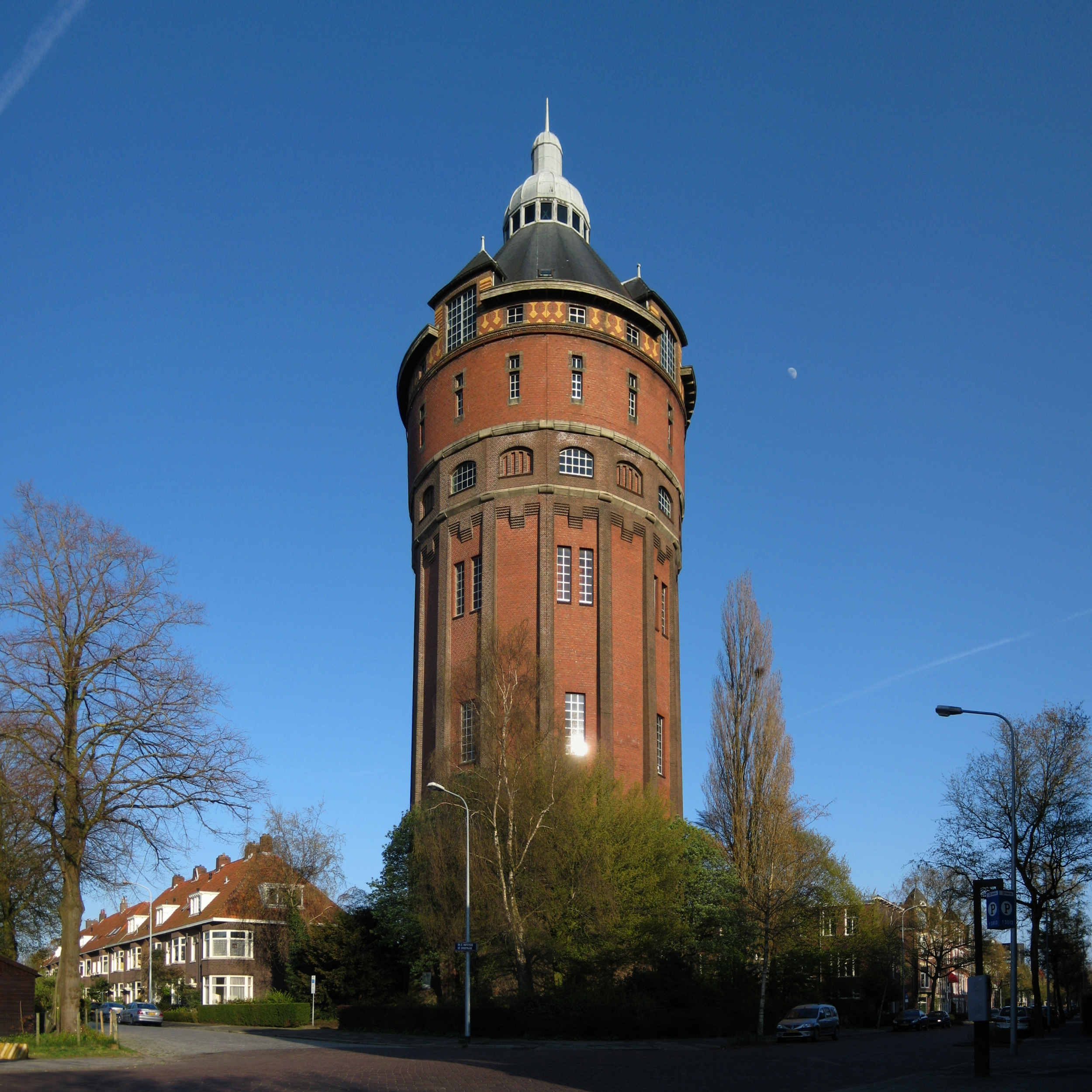
Voormalige watertoren aan de Hofstede de Grootkade
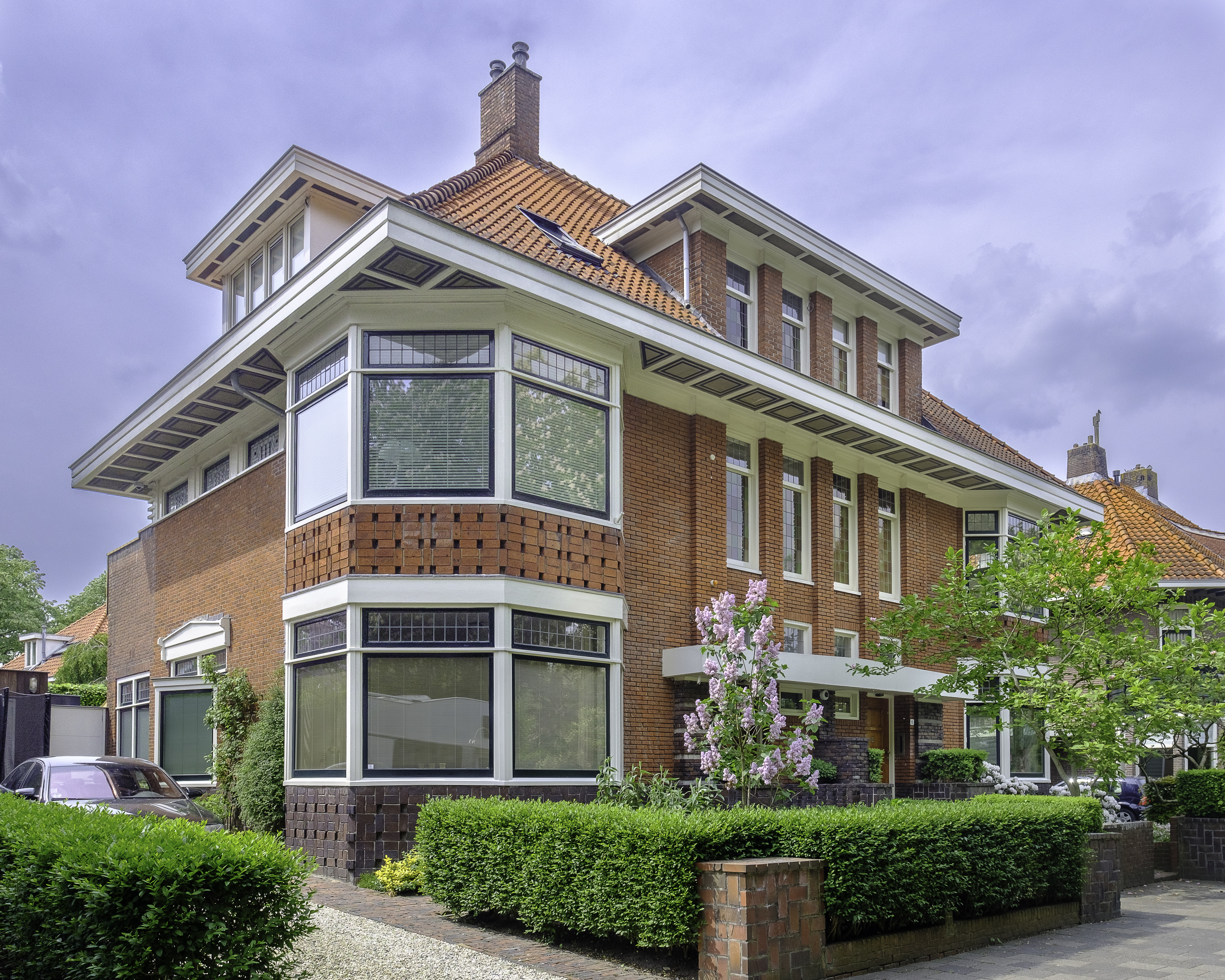
Villa aan de Oranjesingel
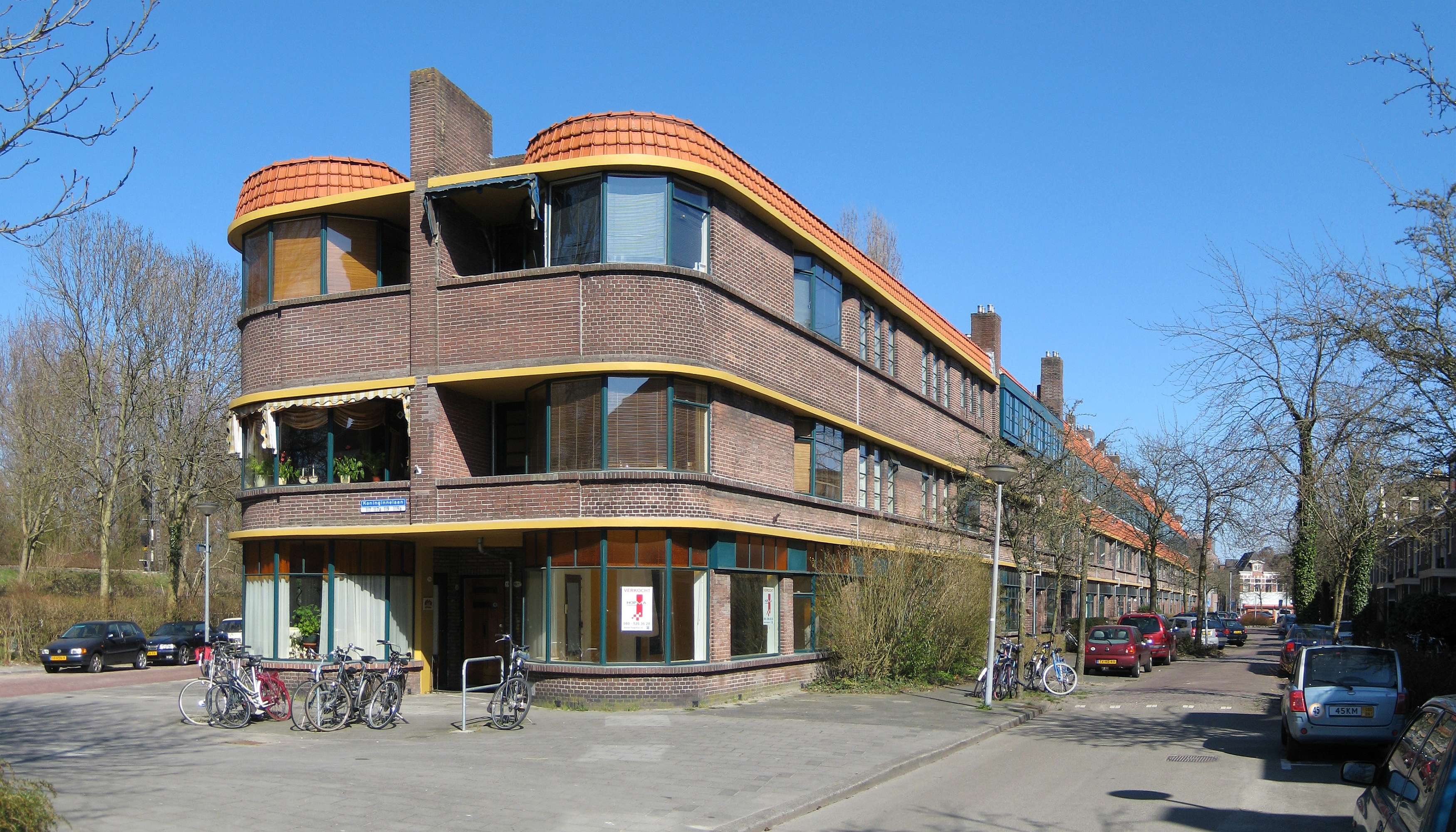
Pythagorascomplex, Koninginnelaan
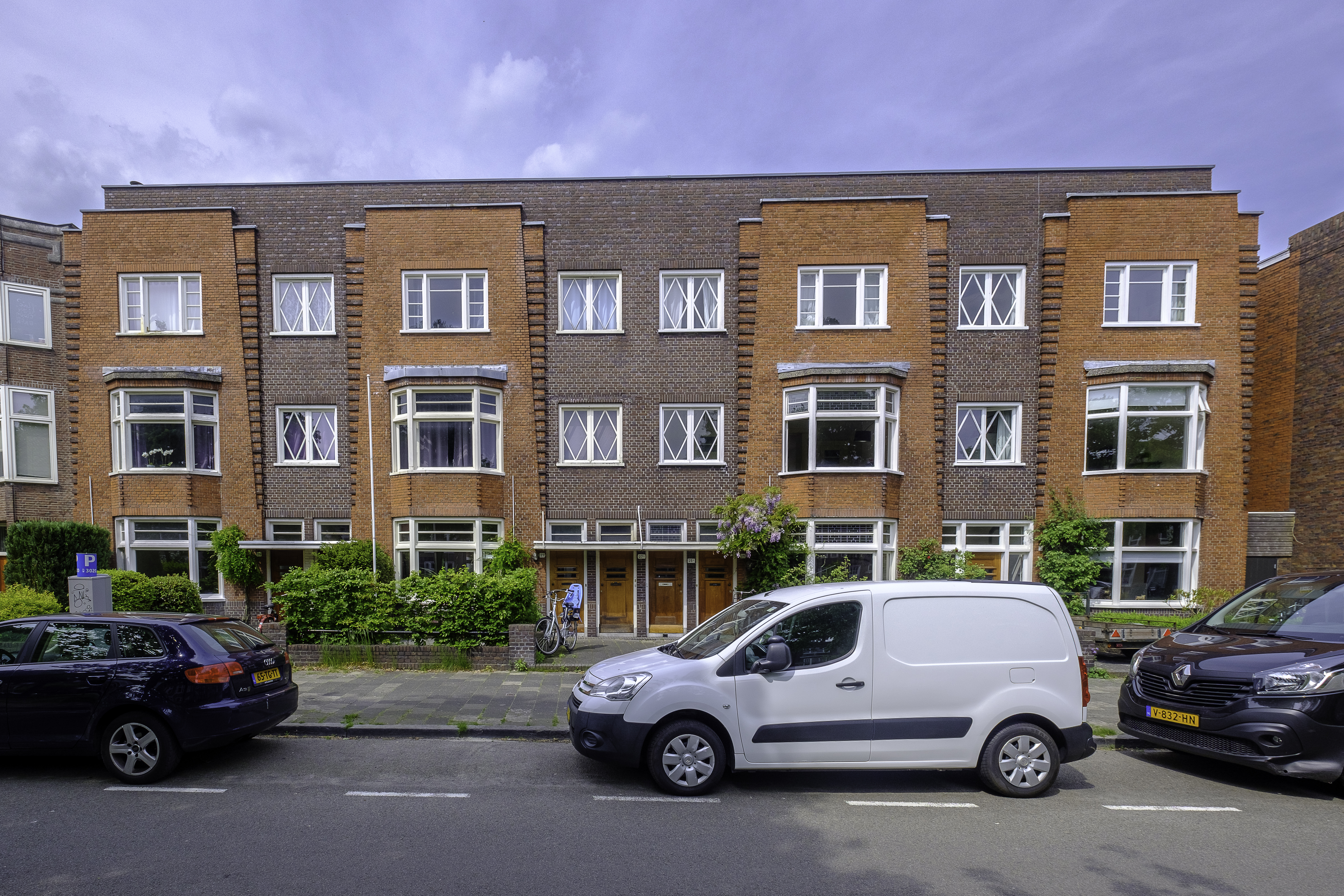
Nassaulaan
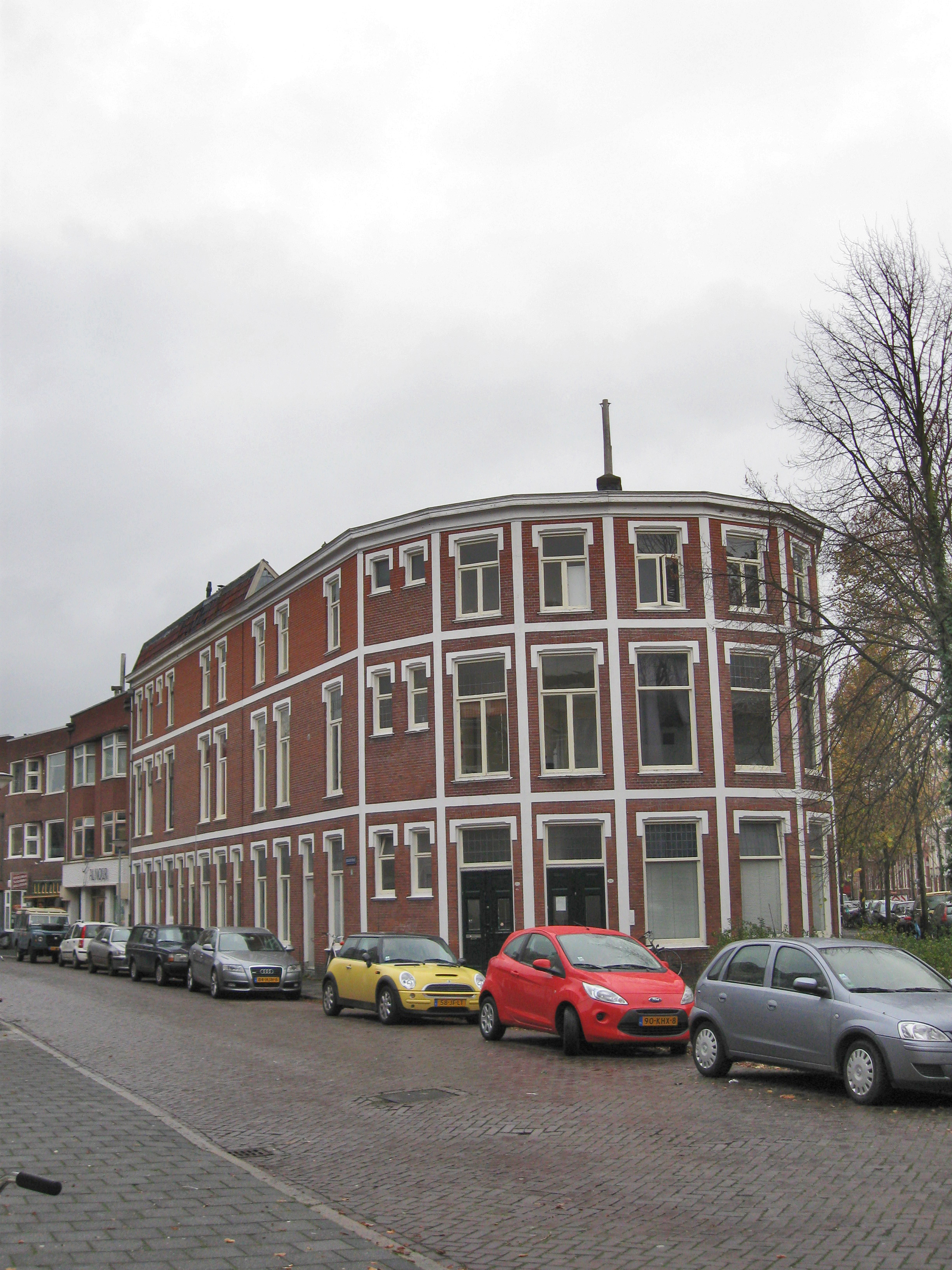
Bleekerstraat, hoek Jozef Israëlsstraat